# Think
Think er en norsk, elektrisk drevet bil med plastkarosseri, produceret af selskabet Think Nordic AS.
Firmaet blev stiftet i 1990 under navnet Pivco. Pivco havde sin produktion i Oslo.
Pivco udviklede sin første prototypeserie, PIV2, som kom på markedet 1994. PIV3, også kaldt City Bee, blev den næste prototypeserie. Den blev produceret i 120 eksemplarer, og deltog blandt andet i et Station car prøveprogram i det nordlige Californien. Den blev også afprøvet i et omfattende omfang i Norge, og var blandt andet tilgængelig en tid som udlejebil hos Statoil i Norge..
Prototypeserien PIV3 havde en del mangler, og var ikke nok udviklet til at kunne produceres i et større antal. Man satte derfor et stort udviklingsprojekt i gang for at udvikle en bil som opfyldte alle krav og som var egnet til serieproduktion. Dette arbejde tog mere tid end forventet, og kassen blev tømt.
Pivco blev i 1999 købt af Ford, som og den nye model Think City, blev sat i serieproduktion. Over 1 000 biler blev produceret. Virksomheden blev i januar 2003 solgt til det schweiziske selskab Kamkorp Microelectronics. Der blev derefter arbejdet med udviklingen af en mini-bus. En prototype blev udviklet, men kom ikke i på markedet.
Denne virksomhed gik konkurs 28. februar 2006. 9. marts blev Think Nordic solgt for 14 millioner norske kroner af en gruppe norske investorer og en del ansatte i Think.
I februar 2007 blev den nye Think-model lanceret. I 2007 fik selskabet tilført 520 millioner norske kroner i ny kapital, der gjorde at firmaet nu kunne satse internationalt og planen var at det skulle produceres flere tusinder elbiler af typen Think City.
20. desember 2008 kom både Think Global og datterselskabet Think Technology under offentlig administration.
Valmet var nu investor og Think City blev produceret i Finland på fabriken Valmet Automotive i Uusikaupunki. På konceptstadiet var den større Think Ox, som er firmaets første elbil med fem sæder.
Produktionen af Think City ophørte i marts 2011 og firmaet gik konkurs Juni 22, 2011. Think har et helejet datterselskab i Michigan, USA. Den russiske entreprenør Boris Zingarevich oplyste i juli 2011 at det måske skulle være mulig at genoptage produktionen af Think i 1. kvartal 2012. Selskabet skal hedde Electric Mobility Solutions AS.